# PLOS One
PLOS One (zapis stylizowany: od 2012: „PLOS ONE”, do 2012: „PLoS ONE”) – recenzowane internetowe czasopismo naukowe wydawane przez Public Library of Science na zasadach otwartego dostępu. Publikowane w nim prace dotyczą niemal wszystkich dziedzin nauki. Wszystkie treści umieszczone w „PLOS ONE” publikowane są na wolnej licencji Creative Commons z uznaniem autorstwa (CC-BY). Teksty indeksowane są m.in. w Google Scholar, Scopus, Web of Science, PubMed i MEDLINE.

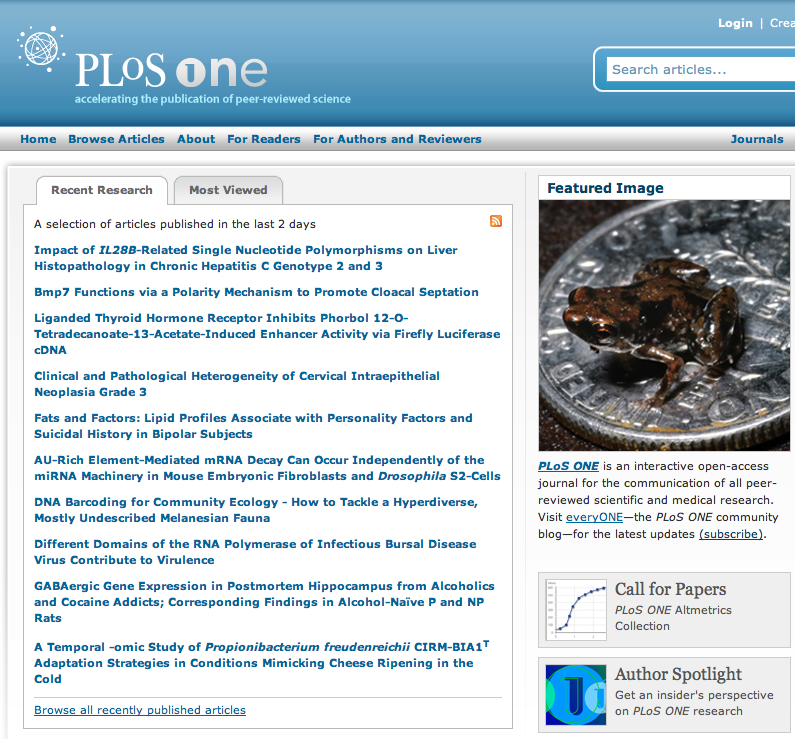
Strona główna PLOS ONE w styczniu 2012; na zdjęciu Paedophryne amauensis

Kolegium redakcyjne składa się z ponad 3000 edytorów – na łamach czasopisma publikowanych jest średnio około 69% przesłanych tekstów. W celu pokrycia kosztów związanych z utrzymaniem od autorów artykułów pobierane są opłaty. Z opłat tych zwolnieni są autorzy związani z instytucjami należącymi do grupy Public Library of Science.
„PLoS ONE” zostało uruchomione w grudniu 2006 roku, by „rzucić wyzwanie akademickiej obsesji na punkcie statusu czasopisma oraz impact factor”. „PLOS ONE” nie wykorzystuje potencjalnej małej wagi artykułu jako kryterium do jego odrzucenia, sprawdzając jedynie, czy praca spełnia warunki artykułu naukowego, pozostawiając zarejestrowanym użytkownikom serwisu PLoS ONE ocenę znaczenia publikacji. Impact factor czasopisma za rok 2017 wyniósł 2,766. W 2010 roku w „PLOS ONE” opublikowano 6749 artykułów (najwięcej spośród wszystkich recenzowanych czasopism naukowych).
Na łamach „PLOS ONE” od września 2008 roku do maja 2009 opublikowano opisy kilku nowych taksonów (Aerosteon riocoloradensis, Panphagia protos, Maiacetus inuus, Darwinius masillae), jednak jako opublikowane wyłącznie w internecie nie spełniały one zasad Międzynarodowego Kodeksu Nomenklatury Zoologicznej, który wymaga, aby opis taksonu ukazał się w formie drukowanej. Warunek ten został spełniony 21 maja 2009.